# Patellapis flavofasciata
Patellapis flavofasciata là một loài Hymenoptera trong họ Halictidae. Loài này được Friese mô tả khoa học năm 1915.